# Henri Joseph Fenet
Henri Joseph Fenet (Ceyzériat, 11 juli 1919 – Parijs, 14 september 2002) was een Fransman die dienst nam in de Waffen-SS tijdens de Tweede Wereldoorlog.
Voor de oorlog studeerde hij literatuur aan de Sorbonne in Parijs. Hij meldde zich vrijwillig aan bij het Franse leger en vocht in diverse slagen en werd na gewond te zijn geraakt onderscheiden met het Croix de Guerre. Fenet kwam in november 1942 vrij uit krijgsgevangenschap en ging bij de Milice die opgericht was door Joseph Darnand.
In oktober 1943 meldde Fenet zich vrijwillig aan bij de Waffen-SS, en vertrok voor de officiersopleiding naar de SS-Junkerschule in Bad Tölz. In maart 1944 werd hij bevorderd tot Waffen-Obersturmführer en kreeg het commando over de 3e Compagnie van de 8e Aanvalsbrigade Frankreich. Hij raakte weer gewond tijdens gevechten in de Karpaten en werd onderscheiden met het IJzeren Kruis der Tweede Klasse. In september 1944 werd Fenet en zijn compagnie naar West-Pruisen gezonden waar ze bij het 33. Waffen-Grenadier-Division der SS Charlemagne werden gevoegd. In maart 1945 werden ze omsingeld door de Russen, maar Fenet was in staat om terug te keren naar de Duitse linies. Hij werd bevorderd tot Hauptsturmführer en kreeg het IJzeren Kruis der Eerste Klasse. Hij vocht tijdens de Slag om Berlijn en werd daar onderscheiden met het Ridderkruis van het IJzeren Kruis. Op 2 mei 1945 werd hij zwaargewond gevangengenomen door de Russen. Hij werd later overgedragen aan de Franse regering.
Op 10 december 1949 werd Fenet veroordeeld tot een gevangenisstraf van 20 jaar met dwangarbeid. Hij kwam eind 1959 vrij.

## Militaire carrière
Frans leger
- Lieutenant: 1940[5][6]

Schutzstaffel
- Waffen-Hauptsturmführer der SS: 18 maart[5] 1945[6][1]
- Waffen-Obersturmführer der SS: 20 maart 1944[6][1] - 1 april 1944[5]
- Waffen-Untersturmführer der SS: 10 maart 1944[5]

- Fenet was geen lid van de Allgemeine-SS, die bestond niet in Frankrijk, daarom had Reichsführer Heinrich Himmler hem enigszins afwijkende militaire rang gegeven. De toevoeging van WA voor de rang. De buitenlandse vrijwilligers werden ook niet in de Dienstalterslisten der SS opgetekend, en kregen ook geen SS-nummer.

## Onderscheidingen
- Ridderkruis van het IJzeren Kruis op 29 april 1945 als Waffen-Hauptsturmführer en Commandant van de Sturm-Bataillon / 33. Waffen-Grenadier-Division der SS Charlemagne[7][1][6][5]
- IJzeren Kruis 1939, 1e Klasse (18 maart 1945[5][1][6]) en 2e Klasse (22 augustus 1944[5][1][6])
- Gewondeninsigne 1939 in zwart op 24 augustus[1] 1944[5]
- Croix de Guerre[8][5] met zilveren Ster in 1940[6][1][5]
- Kruis voor Oorlogsvrijwilligers[5]
- Insigne van de Verwonde Militairen met 1 étoile[5]
- Storminsigne van de Infanterie in zilver[5]
- Médaille Engagé Volontaire[5]